# Kyma (rijeka)
Kyma (rus. Кыма) je rijeka u Lešukonskom rajonu Arhangelske oblasti u Rusiji, desni pritoka Mezena. Duga je 219 km, s površinom porječja od 2630 km2. Glavni pritoci Kime su Čolus (lijevi), Sezja (lijevi), Lopija (desni) i Bolšaja Vizenga (lijevi).
Porječje rijeke Kyme obuhvaća prostrana područja u istočnom dijelu Lešukonskog rajona, kao i neka područja u jugoistočnom dijelu Mezenskog rajona. Izvor Kyme nalazi se na Timanskom grebenu, blizu granice s Republikom Komi, a također i blizu izvora Sule, još jednog velikog pritoka Mezena. Kyma isprva teče u smjeru sjeverozapada, a na kraju skreće prema jugozapadu, tekući kroz brdoviti krajolik.
Dolina Kime je u osnovi nenaseljena. U donjem toku nalazi se selo Žitel, a na ušću rijeke sela Čuhari i Ust-Kima.